# Emilia Aylmer Blake
Emilie Aylmer Blake (1846-1905), aussi connu sous le nom de Emilia Aylmer Gowing, est une dramaturge, romancière et poétesse britannique.

## Biographie
Blake est né à Bath (Somerset), en Angleterre. Elle est la fille d'un avocat de Dublin. Elle a fait ses études en Angleterre et en France. Elle est connue pour ses récitations et sa poésie écrite pour la récitation, et notamment son poème dramatique sur Alice Ayres. En 1877, Blake a épousé l'acteur William Gowing.

## Œuvre
- France Discrowned and other poems, Chapman and Hall (1874)
- The Jewel Reputation
- My Only Love (1880)
- The Cithern Poems for Recitation (1886)
- An Unruly Spirit, V.F. White (1890)
- Boadicea, a play in four acts, K. Paul, Trench, Trübner (1899)